# 向島区
向島区（むこうじまく、旧字体：向島區）は、東京府東京市（後に東京都）にかつて存在した区である。1932年（昭和7年）から1947年（昭和22年）までの期間（35区の時代）に存在した。現在の墨田区の北部。

## 歴史

### 沿革
- 1932年（昭和7年）10月1日 - 南葛飾郡全域が東京市に編入。寺島町、隅田町、吾嬬町の区域に向島区を設置。
  - 東京市による最初の区名原案は「寺島区」（てらじまく）だった[1]。
  - なお、東京市の新設時に南葛飾郡から編入され、「向島○○町」を名乗っていた地域は、そのまま本所区に所属した。
- 1943年（昭和18年）7月1日 - 東京都制が施行され、東京市と東京府が廃止され、東京都を設置。
- 1947年（昭和22年）3月15日 - 東京都35区制が22区制となる[2]中で本所区と合併して墨田区が発足。
  - 旧向島区役所庁舎は墨田区発足後、墨田区役所第二庁舎として当時横網にあった区役所第一庁舎の分庁舎として利用された。その後1994年にすみだ生涯学習センター「ユートリヤ」として建て替えられ、墨田区役所東向島出張所も併設されて現在に至る。

## 交通

### 鉄道
- 東武鉄道
  - 伊勢崎線 ： 請地駅（廃駅） - 曳舟駅 - 玉ノ井駅（現・東向島駅） - 鐘ヶ淵駅
  - 亀戸線 ： 虎橋通駅（廃駅） - 十間橋通駅（廃駅） - 天神駅（廃駅） - 小村井駅 - 平井街道駅（現・東あずま駅）
- 京成電鉄
  - 押上線 ： 京成請地駅（廃駅） - 京成曳舟駅 - 向島駅（廃駅） - 荒川駅（現・八広駅）
  - 白鬚線（廃線、当時は京成電気軌道） ： 向島駅 - 長浦駅 - 京成玉ノ井駅 - 白鬚駅
- 東京都電車
  - 向島線（廃線）

### 道路
- 水戸街道

## 著名な出身者
現墨田区の著名な出身者については墨田区を参照
○は旧南葛飾郡出身
- ○徳川宗敬 - 林学者、陸軍軍人、政治家、教育者、神職
- ○清水一行 - 小説家（経済小説を得意とする）
- ○幸田文 - 小説家、随筆家
- ○胡桃沢耕史 - 小説家
- ○半藤一利 - 小説家、随筆家
- 荻生待也 - 著述家
- 山根成之 - 映画監督
- ○遠藤実 - 作曲家
- ○3代目三遊亭圓歌 - 落語家
- 木の実ナナ - 女優
- ○小川宏 - テレビ司会者、元NHKアナウンサー(旧:寺島町)
- ○出羽錦忠雄 - 力士、元関脇、引退して年寄「田子の浦」を襲名